# Purple (shelaのシングル)
「purple」（パープル）は、shelaの通算3作目のシングル。2000年10月18日にavex traxよりリリース。

## 解説
カラー・コンセプト・マキシシングル 第3弾。
shelaのシングルでは唯一のノンタイアップでのリリースである。「friends」と「Purple Pain」は2001年5月9日にリリースした1stアルバム『COLORLESS』に収録されている。
歌詞カードにはラベンダーの香りが付いている。

## 収録曲
1. friends [4:44]
作詞：shela / 作曲：周防彰悟 / 編曲：T2ya
2. Purple Pain [5:06]
作詞・作曲・編曲：T2ya
3. Reasons [4:24]
作詞：Miki Mihara / 作曲・編曲：原田憲
4. eternity [4:11]
作詞・作曲：畠光洋 / 編曲：畠光洋・中町俊自
5. friends (Instrumental) [4:43]
6. Purple Pain (Instrumental) [5:07]
7. Reasons (Instrumental) [4:23]
8. eternity (Instrumental) [4:08]

## 参加ミュージシャン
friends
- 村山達哉：Strings Arrangement
- T2ya：Programming
- 増崎孝司：Guitar
- 種子田健：Bass
- 乙部ヒロ：Drums
- 松田真人：E.Piano
- 佐々木久美：Chorus

Purple Pain
- T2ya：Programming
- 増崎孝司：Guitar
- 種子田健：Bass